# شهرستان جینشی
شهرستان جینشی (به لاتین: Jinxi County) یک منطقهٔ مسکونی در چین است که در فوژوا واقع شده‌است.